# Иван Охридски
 Тази статия е за офицера от Държавна сигурност.  За просветния деец вижте Иван Охридчанин.  
Иван Костов Охридски е български офицер от Държавна сигурност (полковник).

## Биография
Иван Охридски е роден на 14 февруари 1924 година във Варна в семейство от средната класа – баща му е строителен техник, а майка му – бродирачка. Докато учи в гимназията, през 1938 година става член на профашисткия Съюз на българските национални легиони, а малко след това – на комунистическия Работнически младежки съюз. За участието си в него през 1940 година е арестуван за кратко и изключен от гимназията. През 1942 година заминава за Ксанти, за да продължи образованието си. Там участва в насилията, последвали вземането на властта от комунистите с Деветосептемврийския преврат от 1944 година.
На 15 септември 1944 година Охридски постъпва в армията и служи в Парашутната дружина, където през 1945 година става член на Българската комунистическа партия, а след това завършва школа за запасни офицери. Уволнява се на 15 октомври 1946 година.
Веднага след уволнението си Иван Охридски постъпва във военното контраразузнаване и през следващите години участва активно в провежданите от него чистки, включително в политическите процеси срещу групите „Хан Крум“ и „Неутрален офицер“ и генерал Димитър Томов. След прехвърлянето на военното контраразузнаване в Държавна сигурност през 1950 година работи в неговото следствено подразделение. През 1952 година оглавява отделението за тежки престъпления в следствения отдел, а през следващата година е повишен в майор. През този период той е подложен на множество проверки заради неблагонадеждния му социален произход и членството в Легионите, но е оставен на работа в службата, като преките му ръководители отбелязват голямата му ефективност в работата. През 1953 ръководи следствието по шумния политически процес срещу генерал Иван Вълков.
През 1954 година следствените подразделения на различните служби на Държавна сигурност са обособени в самостоятелен Първи отдел, където Охридски продължава да работи по следствия, свързани с армията. През 1957 – 1959 година преминава двугодишен курс по право в Школата „Георги Димитров“. След завършването му оглавява 01 отделение (за престъпления в армията) на Следствения отдел, а през 1963 година е повишен в полковник.
През януари 1964 година Иван Охридски става заместник-началник на Следствения отдел, оставайки начело и на 01 отделение. По това време той води следствието за шпионаж срещу дипломата Иван-Асен Георгиев, което му донася по-широка известност в обществото, нетипична за следовател. След делото за шпионаж срещу Стефан Бояджиев през 1969 година е повишен в създадената за случая длъжност първи заместник-началник на Следствения отдел.
На 17 ноември 1972 година Охридски напуска Държавна сигурност по собствено желание. В началото на следващата година прави опит да бъде назначен на вакантната длъжност на началник на следствието към Народната милиция, но му е отказано, като се отбелязва небрежността в работата му през последните години, постоянните срещи с писатели, журналисти и режисьори и склонността му към „самоизтъкване“.
През следващите години пише две мемоарни книги за работата си като следовател, както и няколко филмови сценария. Известно време работи в българското посолство във Виетнам.
Иван Охридски умира през 1981 година.

## Награди
- Медал „За боева заслуга“ (1953)[11]
- Орден „За бойна заслуга“ (1954)[11]
- Орден „Червено знаме“ (1956)[11]
- Орден „9 септември 1944“ I степен (1964)[6]
- Медал „МВР“ I степен (1967)[12]
- Медал „Братство по оръжие“ (Източна Германия, 1968)[12]